# Chiesa di Sant'Angelo dei Rossi
La chiesa di Sant'Angelo dei Rossi già chiesa di Sant'Angelo della Grecia, è stato un luogo di culto ubicato nella contrada del «Paraporto», di fronte al primitivo monastero di Santa Caterina di Valverde a Messina.

## Storia

### Epoca rinascimentale
Nell'anno 1541 in occasione della quaresima, frate Egidio Romano, religioso dell'Ordine degli Eremitani di Sant'Agostino, tenne in Duomo l'annuale predicazione sulla solidarietà sociale.
Il fervore, il calore, il trasporto, i contenuti indussero alla costituzione di nuove compagnie con specifici compiti:
- Compagnia degli Azzurri post 1541, istituita presso la chiesa di San Basilio di «Rocca Guelfonia»;
- Compagnia dei Rossi, istituita presso la chiesa di Sant'Angelo della Grecia della «Contrada del Paraporto», di fronte al monastero di Santa Caterina di Valverde.[1]

I due sodalizi si aggiungevano all'antica:
- Sacra Milizia dei Verdi costituitasi ai tempi dell'Emirato Islamico di Sicilia e attestata presso la chiesa della Candelora nel piano di «Terranova».

Per bolla pontificia emanata da Papa Paolo III nel 1543 il tempio fu esentato da gravi, dazi e gabelle, privilegio confermato da Papa Giulio III e Papa Pio V.
L'Arciconfraternita dei Bianchi è attestata presso la chiesa di San Domenico con compagnie presso la chiesa di Santa Caterina da Siena e la chiesa di San Filippo d'Argirò..

### Epoca contemporanea
Il terremoto di Messina del 1908 distrugge il tempio.

## Opere
La chiesa presentava un portale a sesto acuto risalente al 1400, manufatto insieme a quello presente nel Duomo, tra i più antichi esistenti in città.
L'interno era affrescato da Placido Campolo, opere firmate "EQUES CAMPOLO P. 1738", culminanti con l'impressionante rappresentazione della Caduta degli angeli dal Paradiso.
Sull'altare maggiore campeggiava la tavola raffigurante la Madonna dei Derelitti, di scuola polidoresca attribuibile allo stile e mano di Antonello Riccio.

## Navata destra
- Prima campata: Cappella dell'Annunziata. Altare con bassorilievo marmoreo del XVI secolo di fine e delicata fattura raffigurante l'Annunziata. Manufatto donato alla Confraternita dei Rossi dalla famiglia Corvaja, opera attribuita ad Antonello Gagini.
- Seconda campata: Cappella di San Michele. Altare con dipinto raffigurante l'Arcangelo San Michele, di scuola polidoresca attribuibile allo stile di Antonello Riccio.[3][4]

Di queste tre opere d'arte, solo la Madonna dei Derelitti fu recuperata dopo il terremoto del 1908, è conservata nei depositi del Museo regionale di Messina. Delle altre due, di dimensioni minori e facilmente trasportabili, non se ne rinvenne traccia fra le macerie.
Nella Sala della Deputazione si custodivano una tavola raffigurante San Francesco moribondo, una Madonna di imitazione bizantina ed un San Giuseppe col bambino attribuito a Placido Campolo. Solo l'ultimo dipinto è scampato ai furti e agli incendi che la sede della Confraternita ha subito negli ultimi anni ed oggi, restaurato ed in perfette condizioni, si trova custodito presso la sede dell'arciconfraternita.

## Compagnia dei Rossi
Arciconfraternita di Sant'Angelo dei Rossi sotto il titolo di «Santa Maria dei Derelitti» attestata presso la chiesa di Sant'Angelo della
Grecia, nella contrada del «Paraporto», di fronte al primitivo monastero di Santa Caterina di Valverde.
Sodalizio di agiati o benestanti non di lignaggio, in grado di sopperire alle necessità della fondazione. Scopo primario della compagnia, quello di sostenere ed educare i fanciulli e le fanciulle orfani e derelitti, istruendoli in due distinti reclusori: conservatorio femminile e conservatorio maschile.
I fini altamente umanitari che motivarono la costituzione della Compagnia e la religiosità dimostrata dai componenti del sodalizio, spinsero di Papa Paolo III ad emanare una bolla pontificia datata 30 novembre 1543 grazie alla quale si conferivano privilegi, grazie e favori. L'esenzione di pagamento di tasse, decime, terziarie, collette e qualsiasi altra soluzione, imposizione, angheria o gabella sui beni. Bolla e privilegi successivamente confermati da Papa Pio V e da Papa Giulio III.

### Conservatorio femminile
Conservatorio o reclusorio o seminario femminile gestito secondo la Regola delle Terziarie di San Domenico.
Noto come Conservatorio delle Sacre Vergini sotto il titolo di «Sant'Angelo dei Rossi», l'istituzione era ubicata in una costruzione confinante con l'area pagana ove sorgeva la chiesa di Santa Maria Alemanna. Istituzione approvata dal viceré di Sicilia Ferrante I Gonzaga e dal presidente del Regno Alfonso Cardona, conte di Chiusa e di Giuliana, il 15 marzo 1543.

### Conservatorio maschile
Conservatorio o reclusorio o seminario maschile.
Istituzione approvata dal viceré di Sicilia Ferrante I Gonzaga e dal presidente del Regno Alfonso Cardona, conte di Chiusa e di Giuliana, il 15 marzo 1543.

## Feste religiose
- 2 luglio, Madonna dei Derelitti, festa religiosa documentata per la ricorrenza della Visitazione della Beata Vergine Maria.[2]

## Monte di Prestito per i Poveri
- 1580, Il viceré di Sicilia Marcantonio Colonna, dopo un'epidemia di peste, istituisce il Monte di Prestito per i Poveri.[2]

## Luoghi di culto correlati

### Chiesa di Santa Maria della Pietà
Sede della Compagnia degli Azzurri sotto il titolo di «Nostra Signora della Pietà».

### Chiesa della Candelora
Sede della Sacra Milizia dei Verdi.

### Chiesa di Santa Febronia
Chiesa di Santa Febronia edificata su primitivo tempio pagano di Castore e Polluce. Divenuta chiesa di San Filippo d'Agira e convento dell'Ordine della Santissima Trinità.
Luogo di culto denominato San Filippo dei Bianchi. Concesso alla Confraternita dei Macellai, il primitivo tempio fu in seguito dedicato a San Filippo Siriaco.
Il 18 febbraio 1580 fu retta dall'Ordine della Santissima Trinità, i cui componenti erano dediti alla Redenzione dei Cattivi.
- Cappella del Rimedio: l'ambiente ospitava la statua raffigurante Santa Maria del Rimedio.[6]
- Altare maggiore: manufatto con statua raffigurante Santa Maria la Romanella, opera di Antonello Riccio.[6]
- Vergine Santissima detta la Perpetua, immagine proveniente da un tempio aggregato al monastero del Santissimo Salvatore detto «Philantropos».[6]
- Cappella del Crocefisso: ambiente affrescato con pitture di Giuseppe Porcello.[6]

Sono documentate le rovine dopo il terremoto del 1783 e la sepoltura di San Vittorio Angelica, martire messinese in Cagliari, scoperta nel 1623.

#### Confraternita dei Macellai
Sodalizio attestato presso il luogo di culto.